# Пол Макнамі
Пол Макнамі (англ. Paul McNamee; нар. 12 листопада 1954) — колишній австралійський професійний тенісист,  колишня перша ракетка ATP у парному розряді (8 червня 1981), п'ятиразовий переможець турнірів Великого шолома в парному розряді та міксті.
Здобув два одиночні та двадцять три парні титули туру ATP.
Найвищу одиночну позицію світового рейтингу — 24 місце досяг 12 травня 1986 року. 
Дворазовий переможець (у складі збірної) Кубку Девіса.
Завершив кар'єру 1988 року.
Відомий спортивний організатор. Один з організаторів Кубка Гопмана 1988 року, директор Кубка та Головний виконавчий директор Відкритого чемпіонату Австралії до 2006 року.

## Фінали

### Одиночний розряд (2 титули, 5 поразок)
| Результат | Ранг | Дата | Турнір              | Покриття | Опонент               | Рахунок                 |
| --------- | ---- | ---- | ------------------- | -------- | --------------------- | ----------------------- |
| Перемога  | 1.   | 1980 | Палм-Гарбор, США    | Тверде   | Стен Сміт             | 6–4, 6–3                |
| Поразка   | 1.   | 1980 | Палермо, Італія     | Ґрунт    | Гільєрмо Вілас        | 4–6, 0–6, 0–6           |
| Перемога  | 2.   | 1982 | Baltimore WCT, США  | Килим    | Гільєрмо Вілас        | 4–6, 7–5, 7–5, 2–6, 6–3 |
| Поразка   | 2.   | 1983 | Х'юстон, США        | Ґрунт    | Іван Лендл            | 2–6, 0–6, 3–6           |
| Поразка   | 3.   | 1983 | Брисбейн, Австралія | Килим    | Пет Кеш               | 6–4, 4–6, 3–6           |
| Поразка   | 4.   | 1986 | Ніцца, Франція      | Ґрунт    | Еміліо Санчес Вікаріо | 1–6, 3–6                |
| Поразка   | 5.   | 1986 | St. Vincent, Італія | Ґрунт    | Сімоне Коломбо        | 6–2, 3–6, 6–7           |

### Парний розряд (23 титули, 15 поразок)
| Результат | Ранг | Дата | Турнір                                            | Покриття   | Партнер          | Опоненти                                | Рахунок                 |
| --------- | ---- | ---- | ------------------------------------------------- | ---------- | ---------------- | --------------------------------------- | ----------------------- |
| Поразка   | 1.   | 1977 | Сантьяго, Чилі                                    | Ґрунт      | Генрі Баніс      | Патрісіо Корнехо Хайме Фійоль           | 7–5, 1–6, 1–6           |
| Перемога  | 1.   | 1979 | Ніцца, Франція                                    | Ґрунт      | Пітер Макнамара  | Павел Сложил Томаш Шмід                 | 6–1, 3–6, 6–2           |
| Перемога  | 2.   | 1979 | Каїр, Єгипет                                      | Ґрунт      | Пітер Макнамара  | Ананд Амрітрадж Віджай Амрітрадж        | 7–5, 6–4                |
| Перемога  | 3.   | 1979 | Палермо, Італія                                   | Ґрунт      | Пітер Макнамара  | Ісмаїл Ель-Шафей Джон Фівер             | 7–5, 7–6                |
| Перемога  | 4.   | 1979 | New South Wales Open 1979, Австралія              | Трава      | Пітер Макнамара  | Стів Дочерті Christopher Lewis          | 7–6, 6–3                |
| Перемога  | 5.   | 1979 | Відкритий чемпіонат Австралії з тенісу, Melbourne | Трава      | Пітер Макнамара  | Кліфф Летчер Пол Кронк                  | 7–6, 6–2                |
| Перемога  | 6.   | 1980 | Palm Harbor, U.S.                                 | Тверде     | Пол Кронк        | Стів Дочерті Джон Джеймс                | 6–4, 7–5                |
| Перемога  | 7.   | 1980 | Х'юстон, США                                      | Ґрунт      | Пітер Макнамара  | Марті Ріссен Шервуд Стюарт              | 6–4, 6–4                |
| Поразка   | 2.   | 1980 | Forest Hills WCT, США                             | Ґрунт      | Пітер Макнамара  | Пітер Флемінг Джон Макінрой             | 2–6, 7–5, 2–6           |
| Поразка   | 3.   | 1980 | London/Queen's Club, England                      | Трава      | Шервуд Стюарт    | Род Фролі Джефф Мастерз                 | 2–6, 6–4, 9–11          |
| Перемога  | 8.   | 1980 | Вімблдонський турнір, London                      | Трава      | Пітер Макнамара  | Robert Lutz Стен Сміт                   | 7–6, 6–3, 6–7, 6–4      |
| Перемога  | 9.   | 1980 | Стокгольм, Швеція                                 | Килим      | Гайнц Ґюнтгардт  | Роберт Луц Стен Сміт                    | 6–7, 6–3, 6–2           |
| Поразка   | 4.   | 1980 | Болонья, Італія                                   | Килим      | Стів Дентон      | Балаж Тароці Балч Волтс                 | 6–2, 3–6, 0–6           |
| Поразка   | 5.   | 1980 | Йоганесбурґ, ПАР                                  | Тверде     | Гайнц Гюнтхардт  | Роберт Луц Стен Сміт                    | 7–6, 3–6, 4–6           |
| Перемога  | 10.  | 1980 | Sydney Outdoor, Австралія                         | Трава      | Пітер Макнамара  | Вітас Ґерулайтіс Браян Готтфрід         | 6–2, 6–4                |
| Поразка   | 6.   | 1980 | Australian Open, Мельбурн                         | Трава      | Пітер Макнамара  | Марк Едмондсон Кім Ворвік               | 5–7, 4–6                |
| Перемога  | 11.  | 1981 | Masters Doubles WCT, Лондон                       | Килим      | Пітер Макнамара  | Віктор Амая Генк Пфістер                | 6–3, 2–6, 3–6, 6–3, 6–2 |
| Поразка   | 7.   | 1981 | Гамбург, Німеччина                                | Ґрунт      | Пітер Макнамара  | Ганс Гільдемайстер Андрес Гомес         | 4–6, 6–3, 4–6           |
| Перемога  | 12.  | 1981 | Stuttgart Outdoor, Німеччина                      | Ґрунт      | Пітер Макнамара  | Марк Едмондсон Майк Естеп               | 2–6, 6–4, 7–6           |
| Перемога  | 13.  | 1981 | Sydney Outdoor, Австралія                         | Трава      | Пітер Макнамара  | Генк Пфістер Джон Седрі                 | 6–7, 7–6, 7–6           |
| Поразка   | 8.   | 1982 | Ніцца, Франція                                    | Ґрунт      | Балаж Тароці     | Анрі Леконт Яннік Ноа                   | 7–5, 4–6, 3–6           |
| Перемога  | 14.  | 1982 | Мастерс Монте-Карло, Монако                       | Ґрунт      | Пітер Макнамара  | Марк Едмондсон Шервуд Стюарт            | 6–7, 7–6, 6–3           |
| Перемога  | 15.  | 1982 | Bournemouth, England                              | Ґрунт      | Бастер Моттрам   | Анрі Леконт Іліє Настасе                | 3–6, 7–6, 6–3           |
| Перемога  | 16.  | 1982 | Wimbledon, London                                 | Трава      | Пітер Макнамара  | Peter Fleming Джон Макінрой             | 6–3, 6–2                |
| Перемога  | 17.  | 1983 | Мемфіс, США                                       | Килим      | Пітер Макнамара  | Тім Галліксон Том Галліксон             | 6–3, 5–7, 6–4           |
| Перемога  | 18.  | 1983 | London/Queen's Club, England                      | Трава      | Браян Готтфрід   | Кевін Каррен Стів Дентон                | 6–4, 6–3                |
| Поразка   | 9.   | 1983 | Washington Open, США                              | Ґрунт      | Ферді Тейган     | Марк Діксон Кассіу Мотта                | 2–6, 6–1, 4–6           |
| Перемога  | 19.  | 1983 | Брисбейн, Австралія                               | Килим      | Пет Кеш          | Марк Едмондсон Кім Ворвік               | 7–6, 7–6                |
| Перемога  | 20.  | 1983 | Australian Open, Melbourne                        | Трава      | Марк Едмондсон   | Стів Дентон Шервуд Стюарт               | 6–3, 7–6                |
| Перемога  | 21.  | 1984 | Х'юстон, США                                      | Ґрунт      | Пет Кеш          | Девід Доулен Ндука Одізор               | 7–5, 4–6, 6–3           |
| Перемога  | 22.  | 1984 | Екс-ан-Прованс, Франція                           | Ґрунт      | Пет Кеш          | Кріс Льюїс Веллі Месур                  | 4–6, 6–3, 6–4           |
| Перемога  | 23.  | 1984 | London/Queen's Club, England                      | Трава      | Пет Кеш          | Бернард Міттон Балч Волтс               | 6–4, 6–3                |
| Поразка   | 10.  | 1984 | Wimbledon, London                                 | Трава      | Пет Кеш          | Peter Fleming Джон Макінрой             | 2–6, 7–5, 2–6, 6–3, 3–6 |
| Поразка   | 11.  | 1984 | Hong Kong Tennis Open                             | Тверде     | Марк Едмондсон   | Кен Флек Роберт Сегусо                  | 7–6, 3–6, 5–7           |
| Поразка   | 12.  | 1985 | Роттердам, Нідерланди                             | Килим      | Вітас Герулайтіс | Павел Сложил Томаш Шмід                 | 4–6, 4–6                |
| Поразка   | 13.  | 1985 | Бостон, США                                       | Ґрунт      | Пітер Макнамара  | Лібор Пімек Слободан Живоїнович         | 6–2, 4–6, 6–7           |
| Поразка   | 14.  | 1986 | Форт-Маєрс, США                                   | Тверде     | Пітер Дуен       | Андрес Гомес Іван Лендл                 | 5–7, 4–6                |
| Поразка   | 15.  | 1986 | Сідней, Австралія                                 | Тверде (i) | Пітер Макнамара  | Борис Бекер Джон Фіцджеральд (тенісист) | 4–6, 6–7                |